# Macrocarpaea subcaudata
Macrocarpaea subcaudata är en gentianaväxtart som beskrevs av Joseph Andorfer Ewan. Macrocarpaea subcaudata ingår i släktet Macrocarpaea och familjen gentianaväxter. Inga underarter finns listade i Catalogue of Life.